# André Gorz
André Gorz (org. Gerhart Hirsch, ur. 9 lutego 1923 r. w Wiedniu, zm. 22 września 2007 r. w Vosnon we Francji), pseudonim Gérarda Horsta (dawne nazwisko Gerhard Hirsch, inny pseudonim Michel Bosquet) – austriacko-francuski filozof i teoretyk społeczny, dziennikarz, współzałożyciel Le Nouvel Observateur w 1964 r.

## Poglądy
Filozofia Gorza łączy egzystencjalizm w wydaniu Jeana-Paula Sartre z francuskim marksizmem. Głównymi tematami, jakie poruszał były socjalizm, ekonomia polityczna kapitalizmu, problematyka pracy najemnej oraz polityczna myśl ekologiczna. W latach sześćdziesiątych i siedemdziesiątych XX wieku był we Francji głównym teoretykiem nowej lewicy, rozwijając problematykę nowej klasy pracującej, czyli klasy pracującej w społeczeństwach postindustrialnych.

## Śmierć
We wrześniu 2007 roku wraz ze swoją ciężko chorą żoną Dorine popełnił samobójstwo.

## Publikacje
- La morale de l'histoire (Seuil, 1959)
- Stratégie ouvrière et néocapitalisme (Seuil, 1964)
- Le traître (Le Seuil, 1957)
- Le socialisme difficile (Seuil, 1967)
- Réforme et révolution (Seuil, 1969)
- Critique du capitalisme quotidien (Galilée, 1973)
- Critique de la division du travail (Seuil, 1973)
- Écologie et politique (Galilée, 1975)
- Écologie et liberté (Galilée, 1977)
- Fondements pour une morale (Galilée, 1977)
- Adieux au prolétariat (Galilée et Le Seuil, 1980)
- Les Chemins du Paradis (Galilée, 1983)
- Métamorphoses du travail (Galilée, 1988)
- Capitalisme Socialisme Écologie (Galilée, 1991)
- Misères du présent, richesse du possible (Galilée, 1997)
- L’immatériel (Galilée, 2003)
- Lettre à D. Histoire d'un amour (Galilée, 2006)
- Ecologica (Galilée, 2008)